# Liste der Baudenkmale in Steinhöfel
In der Liste der Baudenkmale in Steinhöfel sind alle Baudenkmale der brandenburgischen Gemeinde Steinhöfel und ihrer Ortsteile aufgelistet. Grundlage ist die Veröffentlichung der Landesdenkmalliste mit dem Stand vom 31. Dezember 2021. Die Bodendenkmale sind in der Liste der Bodendenkmale in Steinhöfel aufgeführt.

## Baudenkmale in den Ortsteilen
In den Spalten befinden sich folgende Informationen:
- ID-Nr.: Die Nummer wird vom Brandenburgischen Landesamt für Denkmalpflege vergeben. Ein Link hinter der Nummer führt zum Eintrag über das Denkmal in der Denkmaldatenbank. In dieser Spalte kann sich zusätzlich das Wort Wikidata befinden, der entsprechende Link führt zu Angaben zu diesem Denkmal bei Wikidata.
- Lage: die Adresse des Denkmales und die geographischen Koordinaten. Link zu einem Kartenansichtstool, um Koordinaten zu setzen. In der Kartenansicht sind Denkmale ohne Koordinaten mit einem roten beziehungsweise orangen Marker dargestellt und können in der Karte gesetzt werden. Denkmale ohne Bild sind mit einem blauen bzw. roten Marker gekennzeichnet, Denkmale mit Bild mit einem grünen beziehungsweise orangen Marker.
- Bezeichnung: Bezeichnung in den offiziellen Listen des Brandenburgischen Landesamtes für Denkmalpflege. Ein Link hinter der Bezeichnung führt zum Wikipedia-Artikel über das Denkmal.
- Beschreibung: die Beschreibung des Denkmales
- Bild: ein Bild des Denkmales und gegebenenfalls einen Link zu weiteren Fotos des Baudenkmals im Medienarchiv Wikimedia Commons

### Arensdorf
| ID-Nr.   | Lage                      | Bezeichnung                  | Beschreibung | Bild               |
| -------- | ------------------------- | ---------------------------- | --- | ------------------ |
| 09115332 | B 5 ()                    | Postmeilenstein, bei km 22   | | ein Bild hochladen |
| 09115333 | B 5 ()                    | Postmeilenstein, bei km 25,8 | | ein Bild hochladen |
| 09115331 | Frankfurter Straße (Lage) | Dorfkirche                   | Die Arensdorfer Kirche stammt wahrscheinlich aus der zweiten Hälfte des 13. Jahrhunderts, der Turm wurde nach dem Dreißigjährigen Krieg erneuert. | weitere Bilder     |

### Beerfelde
| ID-Nr.   | Lage                | Bezeichnung                                 | Beschreibung | Bild           |
| -------- | ------------------- | ------------------------------------------- | --- | -------------- |
| 09115104 | Kirchgasse 2 (Lage) | Dorfkirche und Feldsteinmauer des Kirchhofs | Die Dorfkirche ist eine frühgotische Feldsteinkirche aus der zweiten Hälfte des 13. Jahrhunderts. Im Innern stehen unter anderem die Reste eines Altarretabels aus dem Jahr 1713, ein Kanzelkorb aus dem Jahr 1675 sowie eine Orgel von Wilhelm Sauer. | weitere Bilder |

### Behlendorf
| ID-Nr.   | Lage                            | Bezeichnung         | Beschreibung | Bild           |
| -------- | ------------------------------- | ------------------- | --- | -------------- |
| 09115139 | Schinkelhof 1,3–6, 12–17 (Lage) | Gutsanlage mit Park | 1802 erwarb der königliche Amtsrat Karl Friedrich Baath den Ort, ein Schüler Albrecht Daniel Thaers. Baath beauftragte Karl Friedrich Schinkel nach 1802 mit dem Bau eines achteckigen Gutshofes bestehend aus Wohn- und Wirtschaftsgebäuden nach englischem Vorbild. | weitere Bilder |

### Buchholz
| ID-Nr.   | Lage                          | Bezeichnung                   | Beschreibung | Bild           |
| -------- | ----------------------------- | ----------------------------- | --- | -------------- |
| 09115203 | Steinhöfeler Straße 18 (Lage) | Dorfkirche mit Kirchhofsmauer | Die Saalkirche entstand im Mittelalter aus Feldsteinen und wurde im 18. Jahrhundert durchgreifend umgebaut. Im Innern steht unter anderem eine barocke Kanzel aus dem Anfang des 18. Jahrhunderts. | weitere Bilder |

### Demnitz
| ID-Nr.   | Lage              | Bezeichnung | Beschreibung | Bild           |
| -------- | ----------------- | ----------- | --- | -------------- |
| 09115109 | Dorfstraße (Lage) | Dorfkirche  | An die spätgotische Feldsteinkirche wurde Ende des 16. Jahrhunderts an der Ostseite eine Gruft angebaut. Im Innern befinden sich unter anderem ein Altarretabel aus dem Ende des 16. Jahrhunderts, eine südliche Empore aus dem Jahr 1594 sowie eine Westempore mit Orgel von 1909. | weitere Bilder |

### Gölsdorf
| ID-Nr.   | Lage   | Bezeichnung                                                                       | Beschreibung | Bild           |
| -------- | ------ | --------------------------------------------------------------------------------- | ------------ | -------------- |
| 09115342 | (Lage) | Gedenkstein für einen 1813 gefallenen russischen Offizier, am Weg nach Eggersdorf |              | weitere Bilder |

### Hasenfelde
| ID-Nr.   | Lage                           | Bezeichnung                                             | Beschreibung | Bild           |
| -------- | ------------------------------ | ------------------------------------------------------- | --- | -------------- |
| 09115350 | Fürstenwalder Straße 13 (Lage) | Dorfkirche einschließlich der Einfriedung des Kirchhofs | Die Dorfkirche entstand in der Spätgotik unter Einbeziehung eines Vorgängers aus dem 13. Jahrhundert. Im Innern steht unter anderem eine Kanzel aus dem Anfang des 18. Jahrhunderts.                                                                               | weitere Bilder |
| 09115762 | Parkstraße 10 (Lage)           | Herrenhaus                                              | Das Herrenhaus ist ein eingeschossiger Bau mit neun Achsen. Die Fassade an der Vorderseite hat ein Risalit mit drei Achsen und einen Giebel, auf der Hofseite befindet sich ein runder Anbau mit einer Kuppel. Das Herrenhaus wird heute als Gemeindehaus genutzt. | weitere Bilder |

### Heinersdorf
| ID-Nr.   | Lage                                                                  | Bezeichnung | Beschreibung | Bild                                                    |
| -------- | --------------------------------------------------------------------- | --- | --- | ------------------------------------------------------- |
| 09115318 | B 5 (Lage)                                                            | Postmeilenstein, bei km 27,6 | Es ist ein preußischer Rundsockelstein, die Inschrift lautet: „VIII MEILEN BIS BERLIN“. | Postmeilenstein, bei km 27,6                            |
| 09115320 | B 5 ()                                                                | Postviertelmeilenstein, bei km 29,5 | | ein Bild hochladen                                      |
| 09115124 | Hauptstraße 34a (Lage)                                                | Dorfkirche | Die Feldsteinkirche entstand im zweiten Viertel des 13. Jahrhunderts. Im Innenraum steht unter anderem ein Kanzelaltar des Tischlers Schultze aus Arnswalde aus dem Jahr 1764. Er besteht aus zwei mächtigen, mit Akanthus verzierten Säulen, die einen viereckig gebrochenen Giebel tragen. Mittig ist ein polygonaler Kanzelkorb, darüber ein polygonaler Schalldeckel, der von einer Strahlensonne gekrönt wird. | weitere Bilder                                          |
| 09115317 | Hauptstraße 36c, An der Brennerei 1–6, 8, 9, 12, Am Tierpark 1 (Lage) | Gutsanlage mit Herrenhaus, ehemaligem Inspektorenhaus, Speicher, Scheune, Kuhstall, Pferdestall, Remise, Untergeschoss mit Inschriftenteilen und Erweiterungsbau der ehemaligen Schmiede, Brennerei mit Speicher und Transformatorenturm, Torpfeilern, Hof- und Straßenpflasterung sowie Gutspark | Gutshaus | weitere Bilder                                          |
| 09115125 | (Lage)                                                                | Sowjetischer Ehrenfriedhof, an der Straße nach Marxdorf | | Sowjetischer Ehrenfriedhof, an der Straße nach Marxdorf |

### Jänickendorf
| ID-Nr.   | Lage              | Bezeichnung | Beschreibung | Bild           |
| -------- | ----------------- | ----------- | --- | -------------- |
| 09115493 | Dorfstraße (Lage) | Dorfkirche  | Die weitgehend unveränderte Feldsteinkirche entstand im 13. Jahrhundert. Im Innern steht unter anderem ein polygonaler Kanzelkorb aus der ersten Hälfte des 17. Jahrhunderts. | weitere Bilder |

### Neuendorf im Sande
| ID-Nr.   | Lage                             | Bezeichnung | Beschreibung | Bild |
| -------- | -------------------------------- | --- | --- | --- |
| 09115451 | Alte Dorfstraße (Lage)           | Dorfkirche und Einfriedung des Kirchhofs | Die Kirche entstand in der zweiten Hälfte des 13. Jahrhunderts und wurde um 1870/1880 überformt. 1938 kürzte die Kirchengemeinde den Kirchturm, um die Einflugschneise für den westlich gelegenen Flugplatz Fürstenwalde zu vergrößern. | weitere Bilder |
| 09115766 | Gutshof 1 a–b, 2, 4a–c, 5 (Lage) | Gutsanlage mit Kubatur und Kellerfragmenten des Hauptgebäudes, ehemaliger Gutsverwaltung, Kuhstallgebäude mit Milchkammer, Pferdestall mit Jungviehstall, Teilen der Umfassungswände der ehemaligen Scheune, Mehrfamilienhaus mit Nebengebäude, ehemaligem Werkstattgebäude der Stellmacherei und Schmiede, Wirtschaftshof, Lindenallee, Baracke sowie Gedenktafel des jüdischen Hachschara-Lagers | | [[Vorlage:Bilderwunsch/code!/C:52.397664,14.100728!/D:Gutshof 1 a–b, 2, 4a–c, 5, Gutsanlage mit Kubatur und Kellerfragmenten des Hauptgebäudes, ehemaliger Gutsverwaltung, Kuhstallgebäude mit Milchkammer, Pferdestall mit Jungviehstall, Teilen der Umfassungswände der ehemaligen Scheune, Mehrfamilienhaus mit Nebengebäude, ehemaligem Werkstattgebäude der Stellmacherei und Schmiede, Wirtschaftshof, Lindenallee, Baracke sowie Gedenktafel des jüdischen Hachschara-Lagers!/\|BW]] |

### Schönfelde
| ID-Nr.   | Lage                       | Bezeichnung                        | Beschreibung | Bild           |
| -------- | -------------------------- | ---------------------------------- | --- | -------------- |
| 09115349 | Eggersdorfer Straße (Lage) | Dorfkirche und Kirchhofeinfriedung | Die Feldsteinkirche entstand im 13. Jahrhundert. In ihrem Innern steht unter anderem ein Kanzelaltar aus dem 18. Jahrhundert. | weitere Bilder |

### Steinhöfel
| ID-Nr.   | Lage                              | Bezeichnung | Beschreibung | Bild |
| -------- | --------------------------------- | --- | --- | --- |
| 09115153 | (Lage)                            | Historische Ortslage Steinhöfel mit Schlossanlage und der den Park erweiternden Feld-, Wiesen- und Waldflur         | | Historische Ortslage Steinhöfel mit Schlossanlage und der den Park erweiternden Feld-, Wiesen- und Waldflur |
| 09115138 | Alter Gutshof 2 (Lage)            | Amtshaus | Das Amtshaus wurde in den 1790er Jahren erbaut. Der Entwurf stammt möglicherweise von David Gilly. | Amtshaus |
| 09115316 | Am Schloßweg 4 (Lage)             | Schloss und Schlosspark mit Bibliotheksgebäude im Park                                                              | Das Schloss Steinhöfel ist ein neobarock modifiziertes klassizistisches Schloss. | weitere Bilder                                                                                              |
| 09115315 | Demnitzer Straße (Lage)           | Dorfkirche sowie die historischen Grabmale, die Grabstätte der Familie von Massow und die Einfriedung des Friedhofs | Die Feldsteinkirche entstand in der zweiten Hälfte des 13. Jahrhunderts. Im Innern steht unter anderem ein Altarretabel aus dem Anfang des 18. Jahrhunderts. Auf dem umgebenden Kirchfriedhof ist die Grabstätte der Familie derer von Massow. | weitere Bilder                                                                                              |
| 09115314 | Demnitzer Straße (Lage)           | Sowjetisches Ehrenmal                                                                                               | | weitere Bilder                                                                                              |
| 09115508 | Straße der Freundschaft 25 (Lage) | Dorfkrug | | Dorfkrug |

### Tempelberg
| ID-Nr.   | Lage                      | Bezeichnung                       | Beschreibung | Bild                              |
| -------- | ------------------------- | --------------------------------- | --- | --------------------------------- |
| 09115343 | Lindenstraße (Lage)       | Dorfkirche                        | Die Dorfkirche wurde in dem zweiten Viertel des 13. Jahrhunderts erbaut. Es ist ein Feldsteinquaderbau mit einem Westturm. Im Inneren befindet sich ein hölzerner Altaraufsatz aus dem 18. Jahrhundert, in der Predella ist ein Abendsmahlsgemälde. Die Kanzel und die Patronatsloge wurde in der zweiten Hälfte des 17. Jahrhunderts erbaut. | weitere Bilder                    |
| 09115197 | Lindenstraße 18–21 (Lage) | Gutsarbeiterhaus mit Stallgebäude | | Gutsarbeiterhaus mit Stallgebäude |

## Ehemalige Baudenkmale
| ID-Nr. | Lage   | Bezeichnung                      | Beschreibung | Bild               |
| ------ | ------ | -------------------------------- | ------------ | ------------------ |
|        | B 5 () | Posthalbmeilenstein, bei km 29,2 |              | ein Bild hochladen |